# كفر تخاريم
كفر تخاريم مدينة وناحية تقع في شمال غرب سوريا في محافظة إدلب وهي واقعة بين جبلين.
تشتهر ناحية كفر تخاريم بالزيتون والذي يعد الوارد الأول في هذه البلدة، كما أنها تشتهر بتجارة الدجاج والذي يتم تربيته في مداجن على أطرف البلدة. وتشتهر بزراعة الزيتون والعنب والتين والعديد من الأشجار المثمرة مثل الجوز واللوز والمشمش وغيره.
كفر تخاريم مسقط رأس المجاهد إبراهيم هنانو ومعقل ثورته ضد الاستعمار الفرنسي، فيها العديد من الآثار القديمة الهامة التي تعود لفترات زمنية مختلفة وآثار إسلامية مثل الجامع الكبير الذي بني في العصر العباسي وعدد آخر من الآثار الإسلامية.
يحكى أن أول من سكن هذه البلدة هم الرومان وهم من أطلق عليها هذا الاسم وقد وصلتها الفتوحات الإسلامية ودخلها الإسلام دون أي نقطة دم ومن بعدهم جاء العثمانيون وبعد ذلك الفرنسيون والذين خرجوا بعد قيام ثورة الشمال بقيادة ابن هذه البلدة إبراهيم هنانو وإعلان جلاء القوات الفرنسية عن سوريا.
يوجد فيها الكثير من القطع الأثرية التي يصل عمرها إلى ما قبل الميلاد ويوجد فيها مسجد كبير بناه الأمويون في عهد الخليفة عمر بن عبد العزيز.

## الموقع
تقع كفر تخاريم في الشمال الغربي من الجمهورية العربية السورية وتبعد عن مركز المحافظة ثلاثين كيلو متراً تقريباً، يحيط بها عدد من الجبال والهضاب فمن الغرب جبل الدويلة ومن الشرق جبل الأعلى (جبل السماق) ومن الشمال هضاب وملتقى الجبليين. أعلى قمة في هذه الجبال موقع/ تلتيتا / حيث يبلغ ارتفاعها /910/م.

## التسمية
في تسميتها عدة آراء أولها: ما يراه الأب شلحت أن تسميتها من الآرامية وأصلها (كفرد حرما) بمعنى: قرية حارم.
وحارم من الآرامية بمعنى: الحَرَمْ والمنع والنذر، أما معنى (دحرما)، الدال أداة إضافة، و (حرما) بمعنى العدول عن الطريق المسلوك.
أما الرأي الثاني: كما يزعم بعض أهلها: أن تسميتها جاءت من (كف الخيرين).
أما الرأي الثالث: هو أن تسميتها: من كفر تخاريم وهذه الكلمة مؤلفة من شقين (كفر) وتعني المزرعة، و (تخاريم) جمع تخريم، وهو الشق، أو الحز، ويجمع على تخاريم. وبذلك تصبح تسميتها: (مزرعة الوديان). وهذا ما ينطبق على واقع تضاريسها تماماً

## التاريخ
التسمية أخذناها من اللهجات العربية القديمة وتدل على أنها قبل الدولة الرومانية والفارسية، إذا فهي في الدولة الآرامية والحكم البابلي.
وقد ذكرت كفر تخاريم حينما مر تلميذ المسيح/ برنابا / إلى أنطاكية يدعو أهلها إلى المسيحية مجتازاً سهل الغاب ثم الروج ماراً بكفر تخاريم فسهل العمق إلى أنطاكية.
وقد ورد ذكرها أيضاً على متن الجيل يوحنا ولوقا ((القرية)) المحبوبة من المسيح كفر تخارين بالنون بدلاً من الميم.
نظروا إليها واستناروا كما ذكرها المستشرق «تشالكنوبه» والمستشرق رايت والبعثة الأمريكية "1895"و"1905" وقد فتحت إسلاميا على يد أبي عبيدة عامر بن الجراح حوالي "17" للهجرة. وذكرت في أيا م الزحف التتاري بقيادة هولاكو حيث صده رجل منها عن التوغل ضمن الهضاب والجبال ومدحه بقصيدة مستشفعاً بأهالي مدينة حلب.
كما مر منها القائد السلجوقي باغي سيان حينما سقطت أنطاكية ومات على أطرافها في موقع سرغايا.
في أيام سقوط الدولة العثمانية ودخول فرنسا إلى سوريا كانت كفر تخاريم مركز القضاء (المنطقة) ولما ثارت ضد الفرنسيين بقيادة إبراهيم هنانو وصحبه نقل منها مركز القضاء وساهمت في موج العروبة وقدمت الخدمات الكثيرة أثنائها.

## الموقع
تتبع منطقة حارم ويبعد عنها (12) كم.
وعن ادلب (32) كم. يبلغ مساحة أراضيها (6815) هيكتاراً.
وبلغ عدد سكانها نهاية عام 2000 (19675) نسمة.
فيها أربعة مدارس ابتدائية، ومدرستان إعداديتان إحداهما للذكور والأخرى للإناث، وفيها ثانوية عامة. وثانوية فنون نسوية.
وفيها ثلاثة مساجد، ومركز ثقافي، ومستوصف صحي.
وفيها خمس معاصر لعصر الزيتون واستخراج الزيت منه.
وأهم مزروعاتها: الأشجار المثمرة الزيتون، والكرمة، والتين، واللوزيات، والرمان، والخوخ، والجارنك والمشمش.
وهي مركز تجاري من مراكز المحافظة المشهورة بتجارة الزيت والزيتون

## الطرق
تعتبر كفر تخاريم عقدة مواصلات لموقعها، فهنالك طريق قديم يصل كفر تخاريم في حارم والعمق من جهة ويتفرع عنه طريق آخر إلى أنطاكيا، وهو الطريق الوحيد الذي كان بين الروج من جهة والعمق من جهة أخرى أي (بين جنوب سورية) وشماليها أنطاكية وأسكندرون، ولا زالت آثارا من حجارة مرصوفة حتى الآن، وهو الطريق الذي عبره كافة القوات المارين إلى الجنوب أو الشمال.
وهناك طريقان آخران لا يقلان أهمية عن هذا الطريق:
1- كفر تخاريم أرمناز الروج. 2- كفر تخاريم الهر ماس، معر تمصرين ومنه إلى إدلب وحلب.
وكانت القوافل من أنطاكية إلى إدلب فالمعرة ودمشق تمر فيها.

### الطرق الحديثة
لا زالت كفر تخاريم عقدة للمواصلات:
1- طريق كفر تخاريم حارم وهو الطريق الذي أشرنا إليه سابقاً.
2- طريق كفر تخاريم سلقين استحدث أيام فرنسا.
3- طريق كفر تخاريم إدلب استحدث أيام الثورة.
4- طريق كفر تخاريم جبل الأعلى استحدث أيام الثورة التي قامت في الثامن من آذار.